# Hanworth (Londyn)
Hanworth – dzielnica Londynu, w Wielki Londyn, leżąca w gminie Hounslow. W 2011 dzielnica liczyła 12 155 mieszkańców.